# Conservatoire de Lausanne
Das Conservatoire de Lausanne (alter Name: Institut de musique de Lausanne) ist ein Konservatorium in Lausanne.

## Geschichte
Es wurde 1861 in der Absicht gegründet, sowohl Amateuren ein Studium der Musik zu ermöglichen als auch – an der Haute École de Musique de Lausanne (HEMU) – zukünftige Berufsmusiker auszubilden. Seit 1990 ist das Konservatorium in den Räumen der ehemaligen Galeries de Commerce im Stadtteil Saint-François untergebracht. Die HEMU ist Teil der Fachhochschule Westschweiz.
Das Konservatorium hat zurzeit drei Abteilungen, eine für klassische Musik, eine Hochschule für Jazz und eine Musikschule. Rund 300 Studenten studieren dort klassische Musik, rund 60 Jazz und 1200 Schüler besuchen die Musikschule.  
In einem weiteren Zweig werden zukünftige Musiklehrer, die an der pädagogischen Hochschule, der Haute école pédagogique vaudoise, eingeschrieben sind, sowohl musikalisch als auch in Musiktheorie unterrichtet. Eine Zusammenarbeit mit der Universität Lausanne (UNIL) ist im Zusammenhang mit dem neu eingerichteten Lehrstuhl für Musik der Universität in Vorbereitung.
Dem Konservatorium angegliedert ist eine Bibliothek mit Partituren, Fachliteratur und allgemeinen Nachschlagewerken, die den Professoren, Studenten und Schülern zur Verfügung steht.
Seit 1909 war dem Konservatorium auch eine Schauspielschule (Section professionnelle d’art dramatique du Conservatoire de Lausanne, SPAD) angegliedert, die 2003 in der HETSR aufging.